# Ranče
Ranče este o localitate din comuna Rače - Fram, Slovenia, cu o populație de 182 de locuitori.